# Король Ірина Іванівна
Ірина Іванівна Фединець, у шлюбі Король (нар. 13 травня 1938, с. Тухолька — 11 вересня 2018 р., м. Моршин) — діячка української культури, педагог, фольклористка, етнографка, хормейстерка, сценаристка, режисерка-постановниця, авторка біля сотні музично-театральних постановок, засновниця і керівниця Зразкового театру української пісні «Джерельце».

## Життєпис
Ірина Фединець народилася в родині сільської інтелігенції. Її батько, Іван Фединець, був скрипалем з роду народних музикантів, що передавали свій фах з покоління в покоління, мати Єва Фединець (з роду Хомишинців), — співачкою. Українська пісня звучала в їхньому домі.
Рідна тітка Марія Хомишинець була активною учасницею сільського товариства «Просвіта», організованого тухольським князем (війтом) і родичем Фединців Федором Барною у 1895 році, котрий віддав під хату-читальню своє обійстя. Марія була доброю співачкою з теплим високим голосом, знала напам'ять увесь «Кобзар» Шевченка, прекрасно декламувала (саме ці інтонації згодом Ірина Король вкладала в уста своїх вихованців). Марія Хомишинець, як і Василь Хомишинець (брат матері Єви Хомишинець, в шлюбі Фединець), була заарештована за «націоналістичну» діяльність більшовиками. Після катувань при перевезенні її на чергові допити до м. Сколе спробувала втекти і вистрибнула на ходу з потягу на мосту над річкою Опір. Марія при падінні пробила лід і не змогла виплисти.
Вуйко Ірини, брат матері, був вояком УПА. Загинув у 18 років, але його боротьба за Україну продовжилася в серці і справах Ірини, котра п'ятирічною пережила з батьками більшовицькі облави та обшуки, стала свідкою допитів-катувань свого батька, матері та дідуся. Цей досвід згодом виллється у її театральній постановці «Марширують вже повстанці».

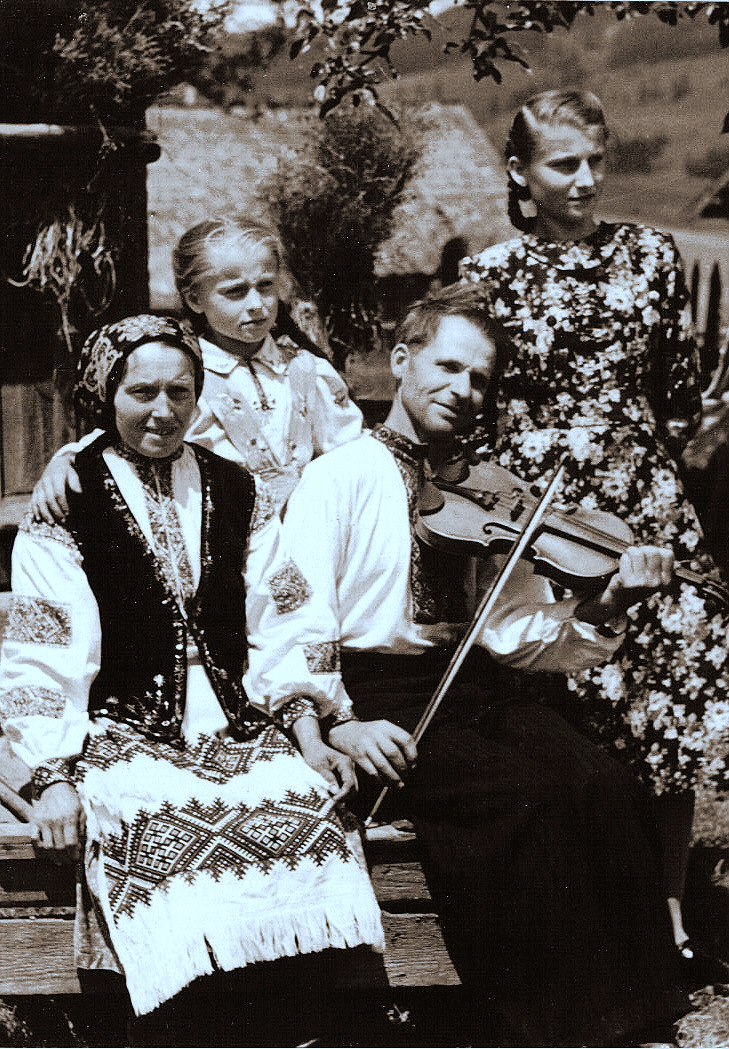
Музична родина Фединців, 1956 р.

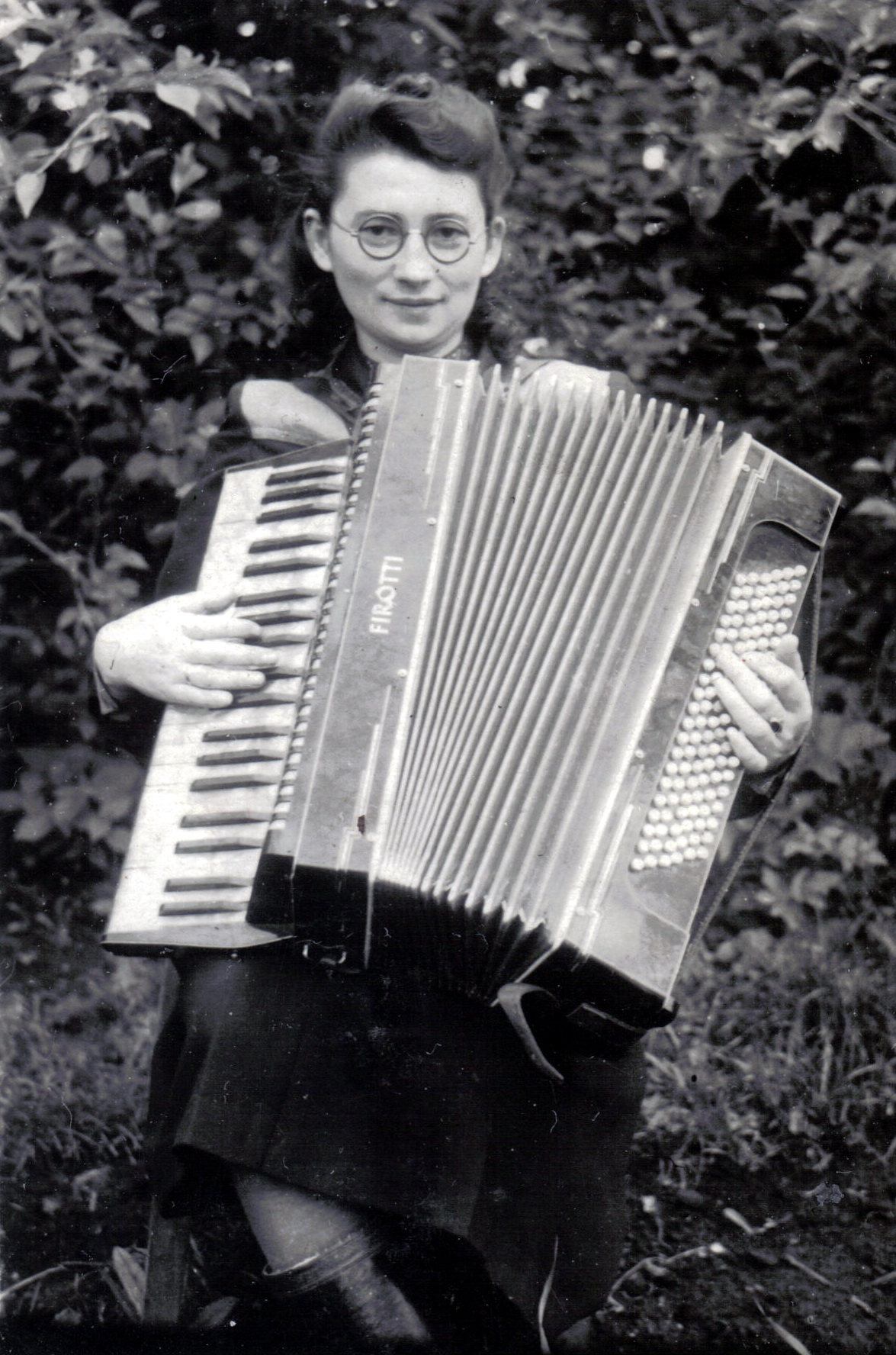
Вчителька гри на акордеоні, 1954 р.

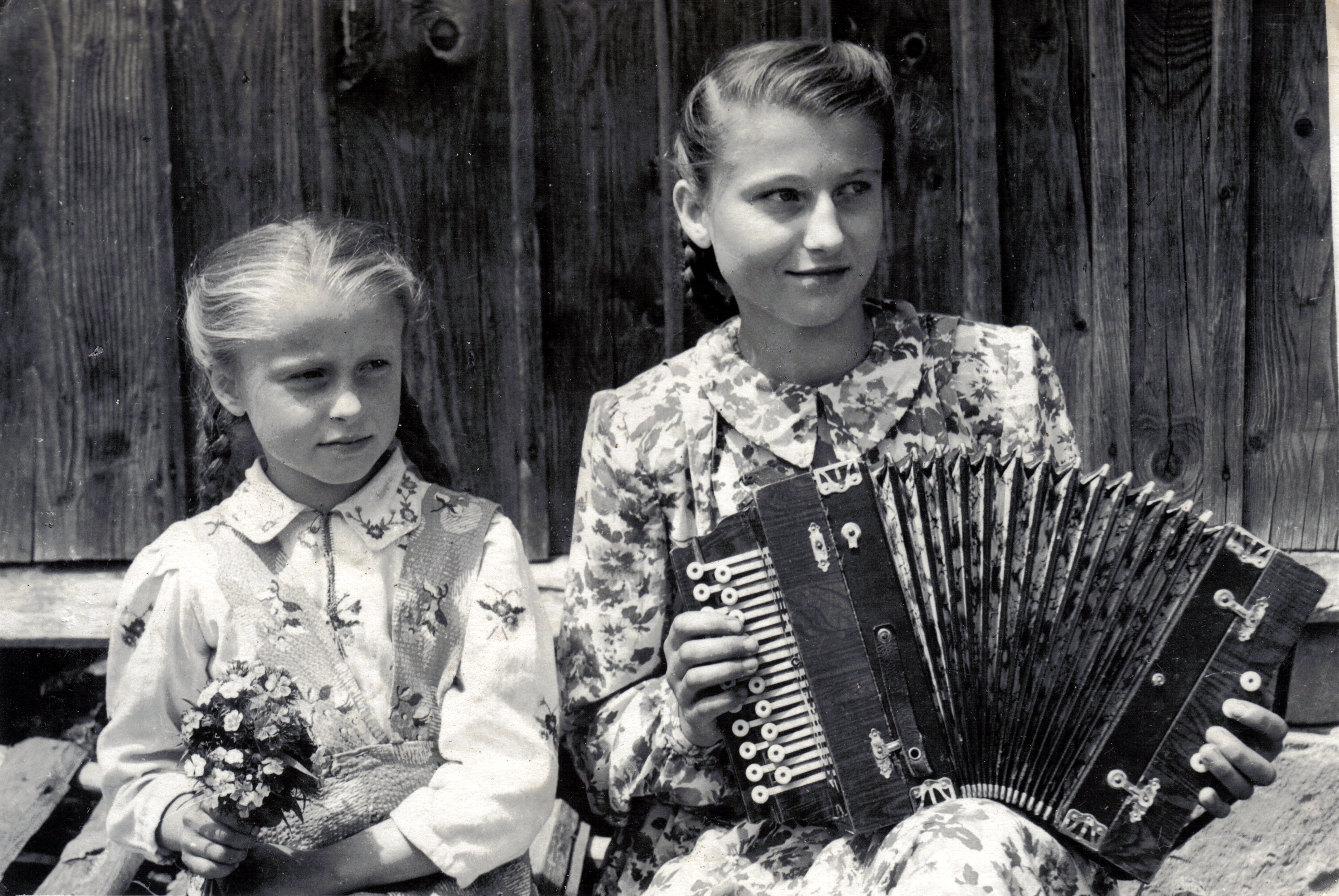
З сестрою Ольгою Фединець, 1956 р.

Батько Ірини Іван Фединець був освіченою людиною, розуміючи, що для подальшого розвитку музично обдарованої дочки потрібно подбати про її всесторонню освіту, тому запросив навчати її учителів-музикантів, одна з котрих мала в чисельній родині Фединців повний пансіон і добре підготувала дівчину до вступу в музичний заклад. Варто зазначити, що це було в ті часи, коли усіх селян примусово загнали в колгоспи, батьки Ірини тяжко працювали за «трудодні», позбавлені усіх колишніх статків. Тому забезпечити це навчання було розкішшю, що викликало нерозуміння і часто осуд односельців. З іншого боку, немалу роль відіграла і людяність вчителів, котрі часто давали уроки за сільськогосподарські продукти.
У 1956 році Ірина завершила навчання у Тухольській середній загальноосвітній школі. Цього ж літа дирекція навчального закладу довіряє їй ведення справ та бухгалтерії ремонту школи.
З 1957 по 1961 роки Ірина Король навчалася в Дрогобицькому державному музичному училищі за спеціальністю хорове диригування, основним інструментом залишався акордеон. Вчителями студентки були Гітлін, А. Шраєр, Р. Блажкевич, співу навчалася у знаменитої української співачки Одарки Бандрівської

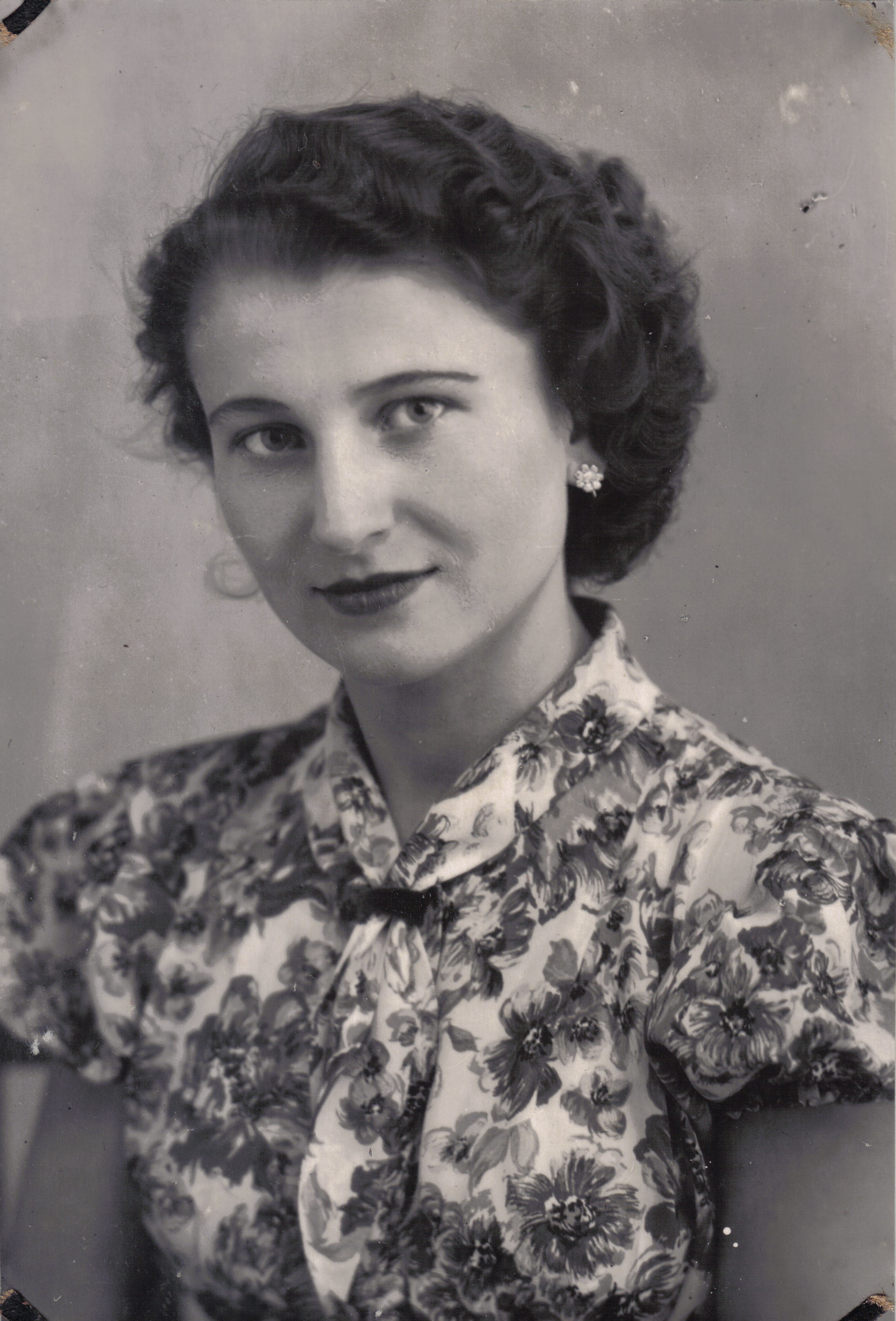
Ірина Фединець, студентка ДДМУ, керівниця хорових колективів Дрогобича. Світлина з дошки пошани м. Дрогобича

З другого курсу училища почала диригувати великими хорами, включаючи хор «Змішторг», військову частину та Львівську обласну організацію УТОС у місті Дрогобичі.
За сумлінну і віддану працю та навчання Ірину Фединець відзначила місцева влада Дрогобича і світлина єдиної студентки серед шанованих людей міста впродовж двох років з 1959 знаходилася на дрогобицькій дошці пошани.
Починаючи з 1961 року, викладала музику в середній школі села Лисовичі, Львівської області. Саме тоді виникла мрія вивчити з учнями оперу М. Лисенка «Коза Дереза».

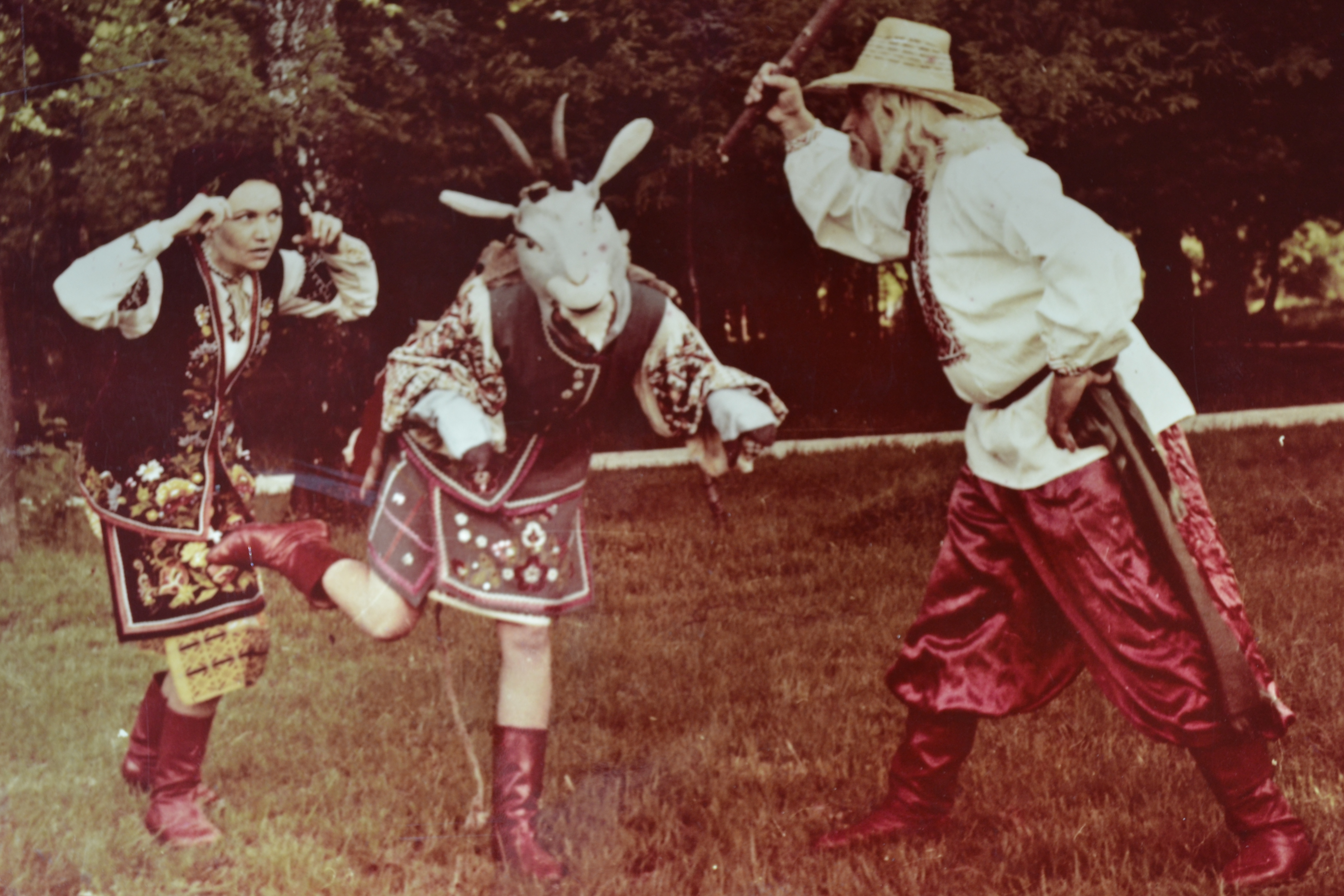
Постановка дитячої опери М. Лисенка, 1973 р.

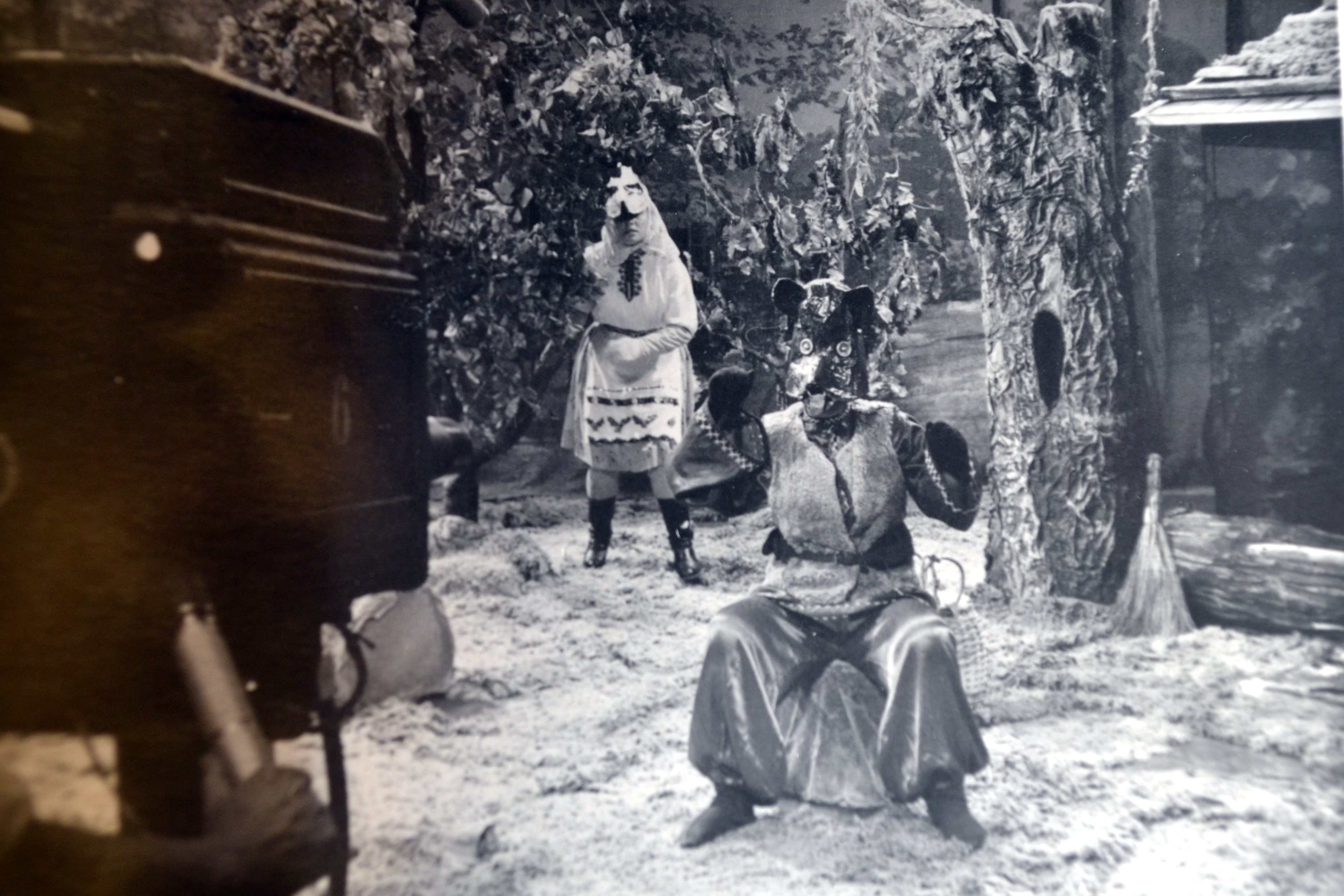
Телевізійний запис опери М. Лисенка «Коза Дереза» у виконанні вихованців Ірини Король, 1973 р. республіканське телебачення

Від 1962 до 1971 року працювала в Моршинській восьмирічній школі як вчителька музики. Тут і була здійснена постановка «Кози Дерези», яка стала першою дитячою оперою в Україні з часів радянської держави і була відзнята республіканським телебаченням. Це стало початком успішної творчої діяльності майбутнього театру української пісні «Джерельце», роком заснування якого вважається 1973-ій. Ось що пише про це Зіновій Демцюх: «73-й рік минулого століття був доволі неспокійним. Це був час дисидентських рухів, переслідувань і репресій. Того року потрібно було мати велику відвагу і високу громадянську позицію, щоб організувати дитячий творчий колектив з такою назвою, адже все новостворене тоді строго контролювалося і перевірялося.»
Викладаючи гру на акордеоні, Ірина Король зі своїх учнів організовує ансамбль акордеоністів численністю в 40 осіб.

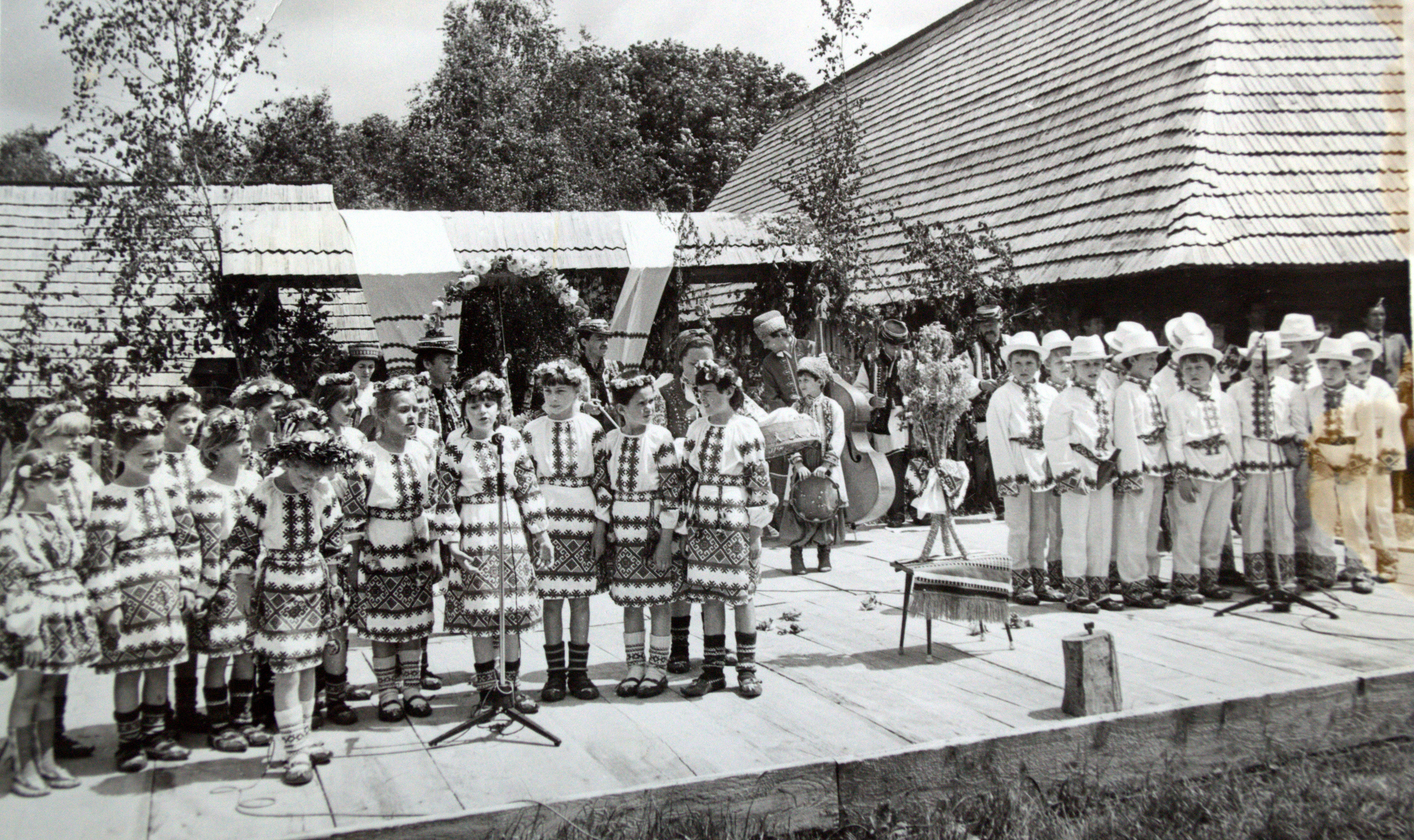
Ансамбль Джерельце, 1989 р. Композиція «Обжинки»

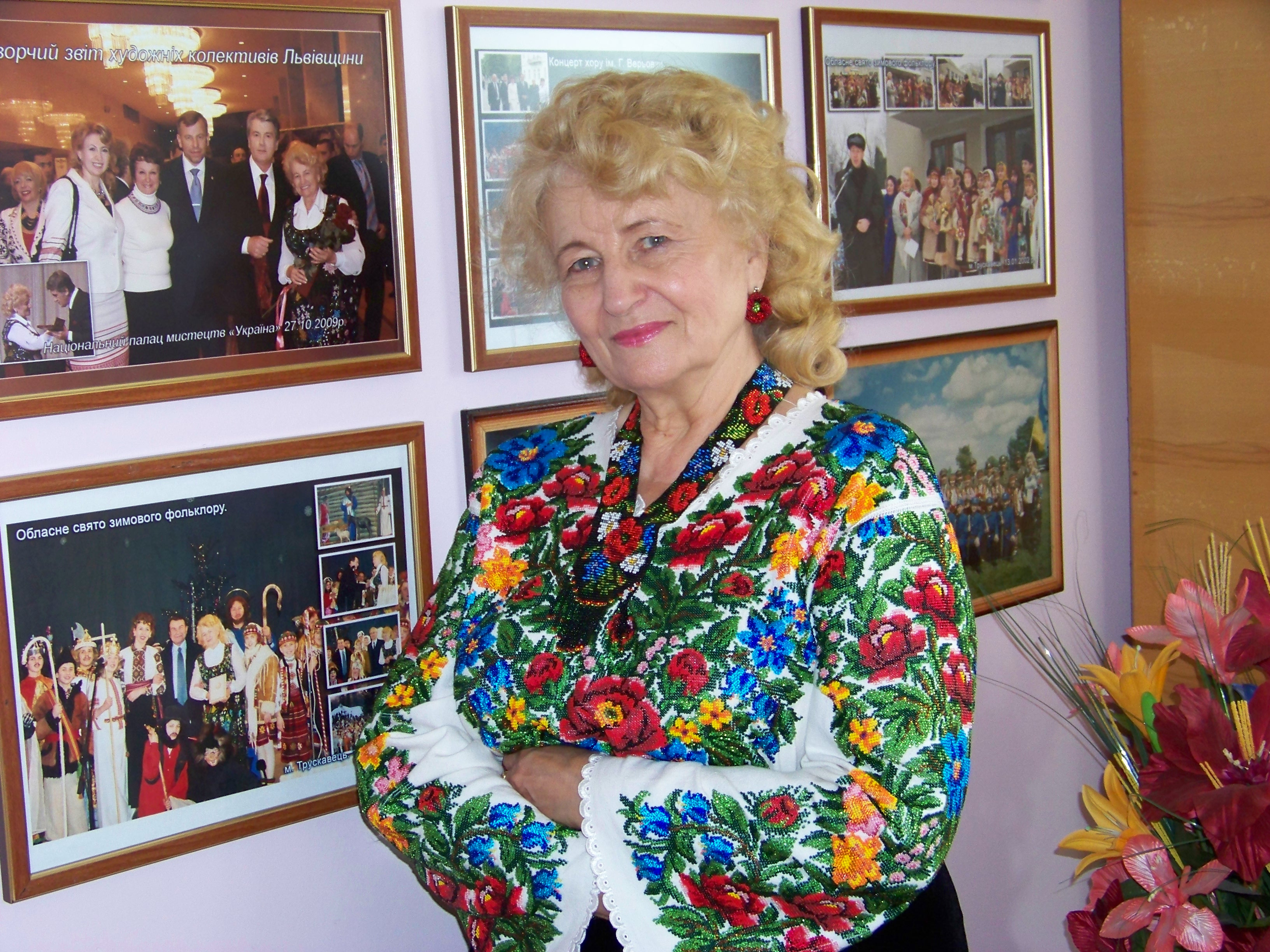
І. Король у своїй творчій лабораторії, 2016 р.

З 1970 року і до смерті у 2018 році Ірина Король працювала у спочатку моршинській музичній, а згодом розширеній школі мистецтв на посаді завідуючої теоретичним відділом, викладачкою музично-теоретичних дисциплін, вела хор-клас, а в позаурочний, не облікований і відповідно не оплачуваний час працювала зі своїм колективом.

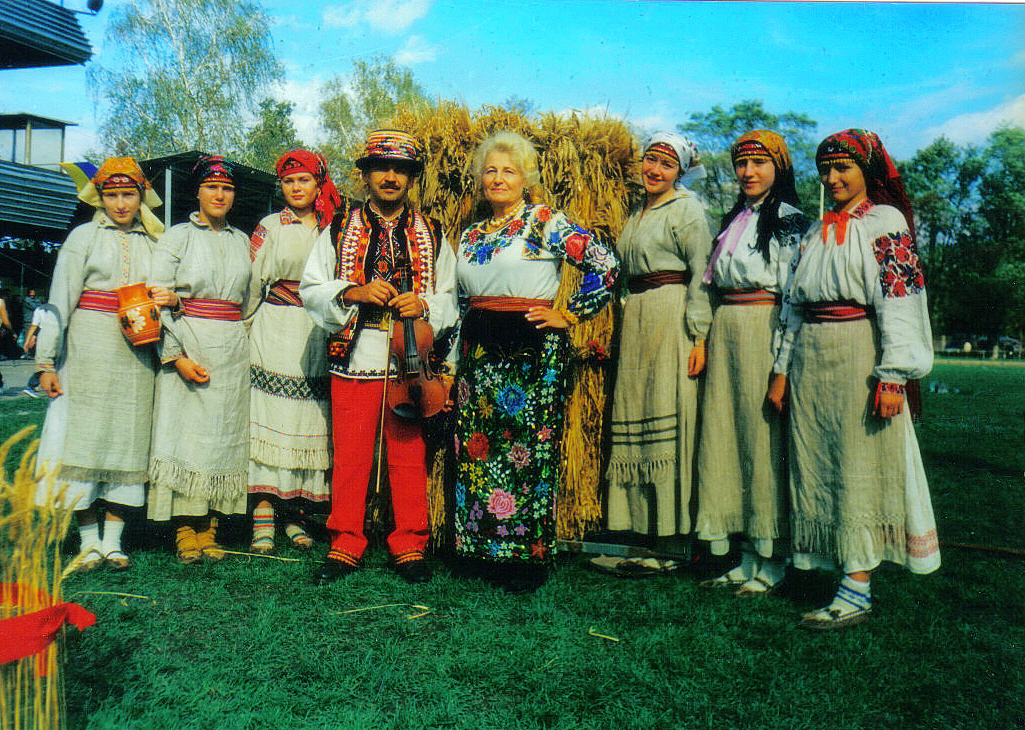
Директор школи Р. Фединець з театром «Джерельце» на Всесвітньому фестивалі «Бойківські фестини», 1997 р.

Справа «Джерельця» була абсолютною доброчинністю Ірини Король, допоки новообраний директор моршинської школи мистецтв Заслужений артист України Ростислав Фединець не взяв це під свій контроль і вивів колектив на новий організаційний рівень. Відтоді, окрім адміністративного навантаження він вів організаторську роботу колективу, очолив оркестрову групу, сприяв виїздам театру на гастролі та фестивалі за кордон.
1991 року Ірина Король запрошена дирекцією Навчально-виховного комплексу «Школа І ступеня — гімназія імені Митрополита Андрея Шептицького у м. Стрию» на посаду викладачки театрознавства.
1991—1994 р., працюючи в гімназії, створила театральний гурток, з котрим здійснила десятки постановок.
З 1994 року до Ірини Король за рецензіями та науковими консультаціями звертаються здобувачі наукових звань українських та іноземних ВНЗ.
Ірина Король в найкращих музичних традиціях виховала трьох дітей: Руслана, Оксану та Світозара, які всі вступили і блискуче закінчили Дрогобицьке музучилище — Руслан Король по класу флейти у викладача Соляра Ярослава Лук'яновича (потім ЛВМІ ім. М. Лисенка у проф. Ю Смірнова, Оксана Король — по класу скрипки у Турканика Іринея Леонідовича (потім навчання у ДДПУ ім. І.Франка, перевід у ЛНМА ім. М.Лисенка на теоретико-композиторський факультет, який закінчила з відзнакою, захистила кандидатську дисертацію (наук.кер. Любомира Яросевич), згодом здобула вчене звання доцента. На даний час — доцент ЛНУ ім. І.Франка, Жешівської Академії Музики, Міжнародної психологічної асоціації пооективних методик, авторка психологічного методу «Нейромоделювання», арттерапевтка, тренерка, коуч, авторка книжок з педагогіки, в тому числі книги про «Джерельце»). Світозар Король закінчив училище по класу саксофона у Ярослава Миколайовича Проціва, продовжив навчання цього ж фаху у ЛНМА ім. М. Лисенка у проф. М. Носова. Усі діти Ірини Король були багаторічними та активними учасниками колективу.

### Театр української пісні «Джерельце»

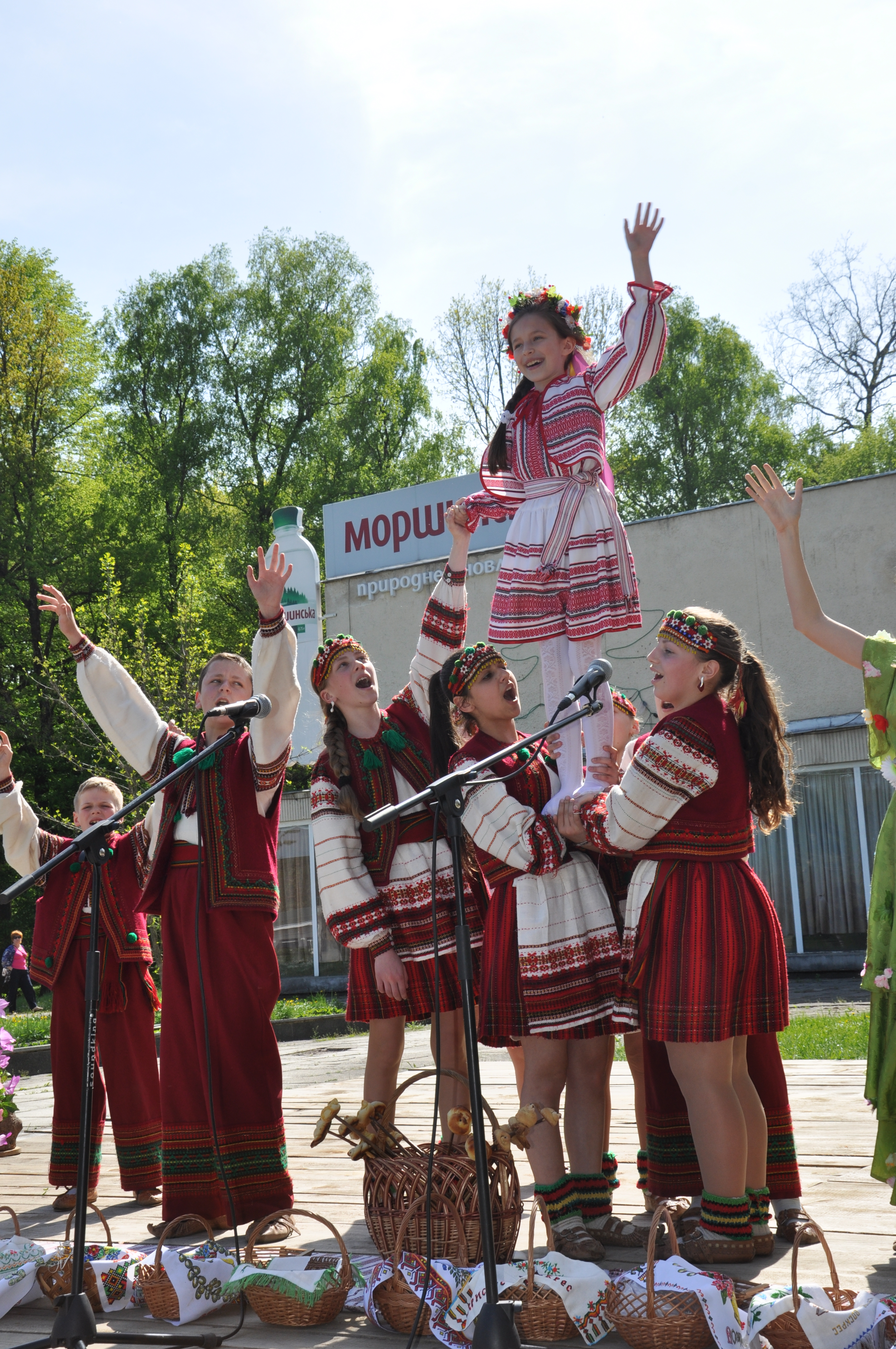
Композиція «Гаївки», 2018 р.

Колектив, котрий на початку діяв як фольклорний ансамбль «Дударик», з 1988 року — фольклорно-етнографічний ансамбль «Джерельце», а 1991 року вже як театр української пісні став втіленням мрії Ірини Король та її учнів про створення професійного колективу, який би здійснював вистави з використанням української автентичної народної пісні та танцю. Вони прагнули подати традиційну українську культуру у сучасних театральних та музичних формах
Травня 1998 р. «Джерельце» здобуває звання «зразкового дитячого ансамблю», а з 2002 року — «Зразкового театру української пісні». До цього часу колектив вже переріс поняття власне «ансамблю», оскільки його вистави були повнометражними театральними постановками, в котрих задіяні учасники від 3 років і до пенсійного віку (дорослі ролі виконували педагоги музичної школи). Навіть перші перемоги на хорових обласних олімпіадах шкільний хор під керуванням Ірини Король здобував не лише за професійне виконання творів, але й «родзинку» у поданні — хорову театралізацію.

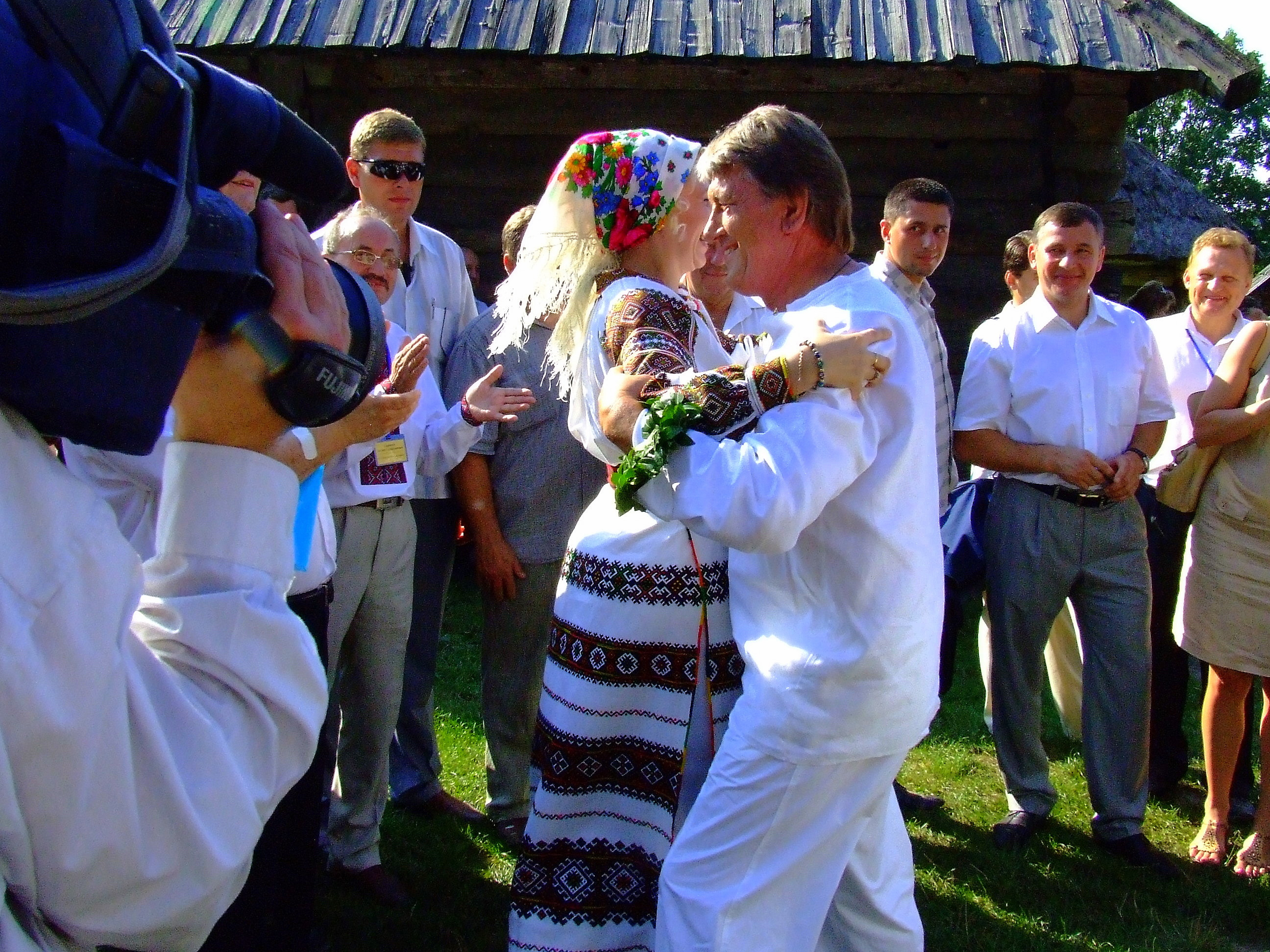
Президент України Віктор Ющенко танцює запальну коломийку з учасницею «Джерельця» О. Король, 2007 р.

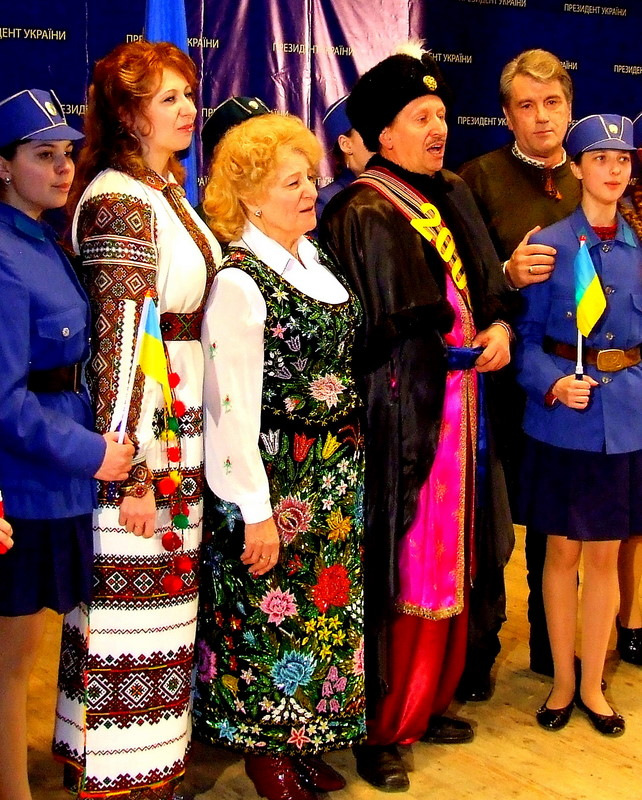
Різдвяна зустріч з Президентом України В. Ющенком, 2008 р.

Театр української пісні Ірини Король «Джерельце» швидко здобув популярність та визнання. Його вистави були повні енергії, виразності та харизми, завдяки чому був частим і бажаним гостем авторитетних гала-концертів та гастролей по всій Україні, а також переможцем перших премій та гран-прі від районних, обласних, республіканських (далі всеукраїнських), до міжреспубліканських та міжнародних, міжконтинентальних конкурсів і фестивалів. Діяльність колективу визнавали та високо цінували і Президенти України — Леонід Кучма, Віктор Ющенко, Петро Порошенко.
Успіх театру «Джерельце» підтвердив його важливу роль у розвитку дитячої культури та збереженні українських традицій. Його вистави не лише розважали, але й передавали моральні та патріотичні цінності. Театр продовжував творити нові постановки, привертаючи увагу широкої аудиторії та здобуваючи нагороди та почесні звання.
Джерелом енергії та засадою успіху колективу залишалася незмінно Ірина Король.
У своїх спогадах про матір «Революція любові і Божого слова» старший син Руслан пише:

«Нашій тодішній відвазі можна тільки подивуватися. Коли в кінотеатрах крутили тільки індійське та радянське кіно, коли у відеосалонах, що як гриби після дощу стали рости у всіх більш-менш придатних для цього залах, показували далеко не духовні та релігійні фільми, ми без жодного аналогу для порівняння здійснили таку постановку! …Коли ми з цією виставою поїхали на І Міжреспубліканський фестиваль дитячої фольклорної творчості 19 травня 1991 року, не знали чого сподіватися. У день вистави ведуча неприємно вразила нас оголошенням російською мовою, — „Пісанко, васкрєсні“, виступаєт дєтскій фольклорно-етнографічєскій ансамбль „Роднічок“.

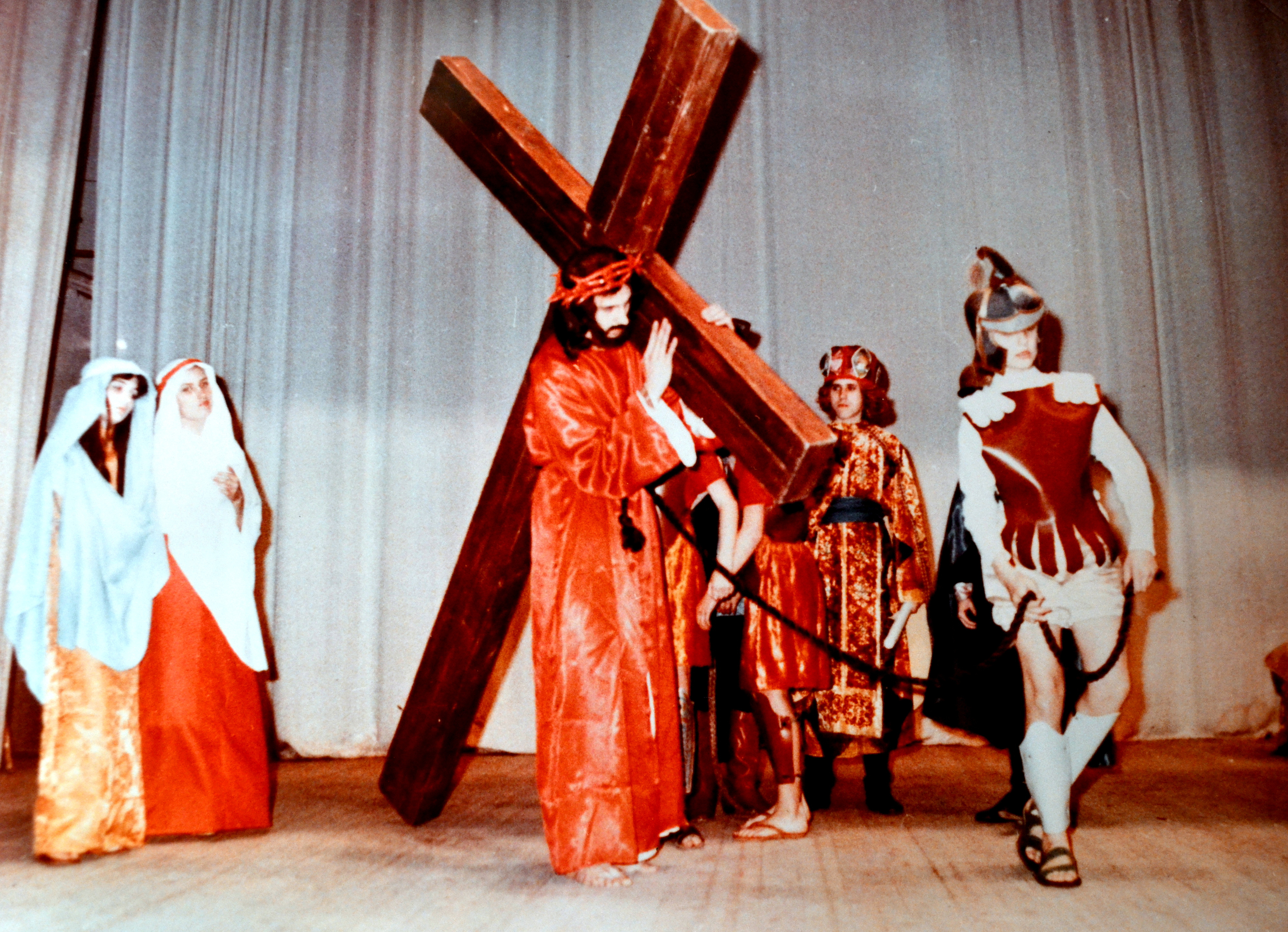
Фрагмент вистави „Писанко, воскресни“, травень 1991 року. До проголошення Незалежності України ще цілих 3 місяці

Відчувалася якась настороженість та наелектризованість повітря. Та це тільки спочатку.

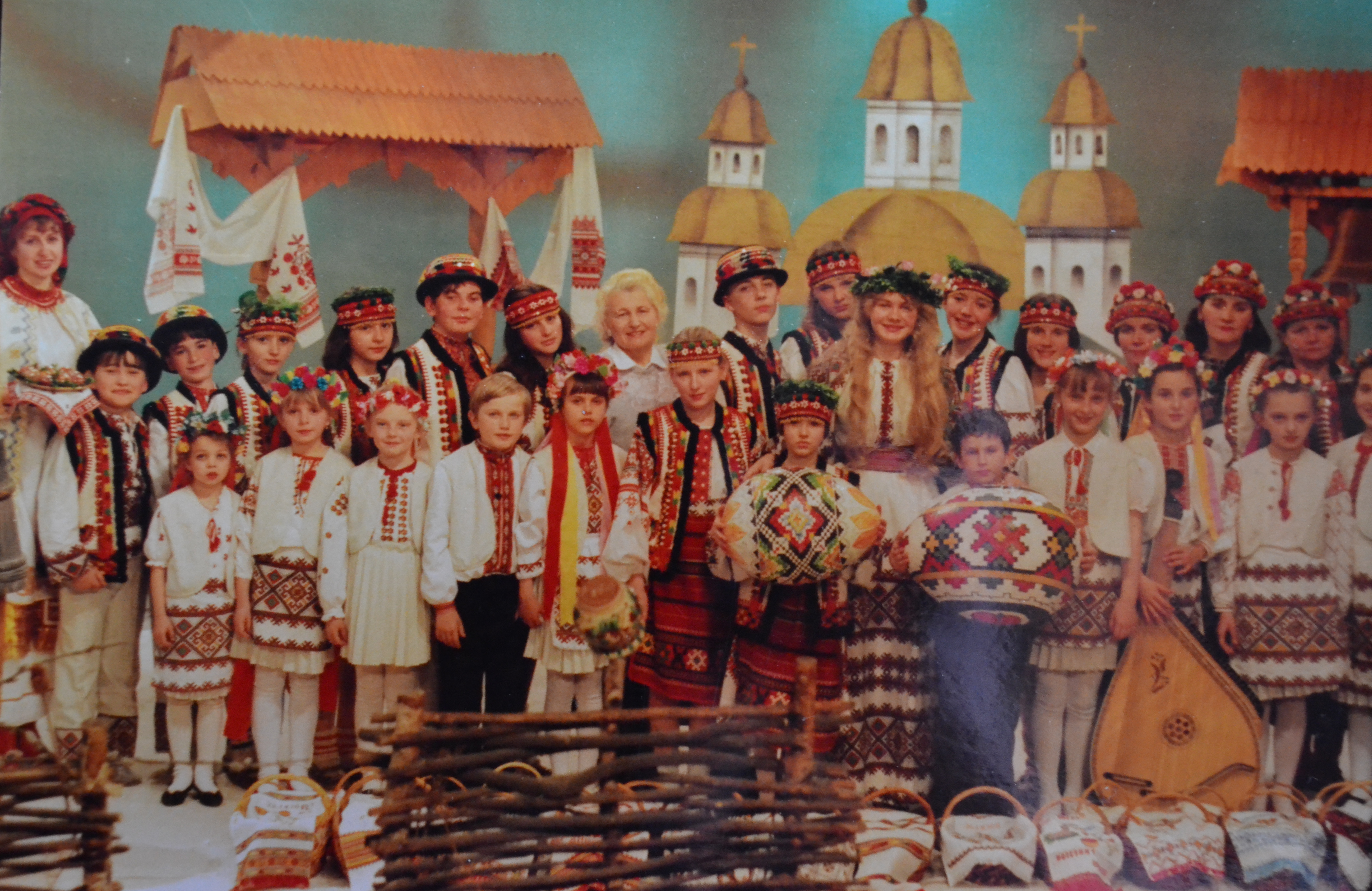
Фінальна сцена вистави „Писанко воскресни“, в котрій артисти сміливо вітаються — „Христос Воскрес! Воістину Воскрес!“, травень 1991 р.

Після вистави не було чути жодного оплеску впродовж декількох митей. Це була гнітюча лякаюча тиша, після якої, як краплі дощу, почали шелестіти перші оплески, а далі злива овацій! Глядачі довго аплодували стоячи, витирали сльози, і аж тепер ми зрозуміли що сталося! Нас почули серцем! Сплакана ведуча вибігла на сцену і ще раз нас оголосила вже українською мовою, перепрошувала, відважніші глядачі, (а це були учасники фестивалю і ровесники наших дітей) виходили на сцену, щоби торкнутися нас, реквізиту, взяти в руки цвяхи і молоток, терновий вінок, щось пережити і відчути. Вони плакали… Це була маленька революція в ще радянському Хмельницькому, революція Любові і Божого слова. Наші чудові Батьки! Вони давали нам, своїм дітям, а водночас і всім „джерельцятам“, передове європейське, в доброму розумінні цього слова, виховання. Дивуюся, як будучи затиснутими жорсткими лещатами соцреалізму, без надії на просвіт, мислили настільки вільно та незалежно, готували нас до енергетично якісного стрибка у майбутнє життя.»
45-річний успіх колективу криється у вимогливості до себе та вихованців, помноженій на велику працю. Адже за рік Ірина Король разом з колективом давала від 50-ти концертів, а в часи Відродження — більше ста в рік, виступи відбувалися як в Україні, так і поза її межами 2, а то й 3 рази в день.
Науковий підхід до кожної нової програми — вивчення матеріалів джерел — історіографічних, літературних, часто архівних, переосмислення і втілення у новий творчий продукт — виставу, підведення висновків забезпечують підтвердження практичного значення набутих знань. В результаті кожен учасник колективу виходить із багажем вивчених народних та авторських пісень, поезії, літератури. Такий досвід залишається назавжди і є найкращим у збереженні, розвитку та пропагуванні української традиційної культури.

Успішність діяльності Ірини Коваль була пов'язана з народною піснею. Виконання «Джерельцем» українських народних пісень та навіть авторських творів завжди вражали глибиною вираження та відчуттям автентичності. Про це у статті «Благодійниця з Моршина» пише Володимир Кузик, поет, член Національної спілки журналістів України, Творчої спілки «Асоціація діячів естрадного мистецтва України» та Спілки письменників України: 
Таке рідкісне щасливе поєднання, таке природне — краси зовнішньої, краси внутрішньої. Гарна, здалеку примітна, видна вродою, тонкими рисами благородного обличчя, що світиться теплом очей. Вони зігрівають, голублять, заспокоюють. Вбирає ними довколишню красу, аж зачудовується нею і, помножену на багатство душі своєї, повертає світові, тим діточкам, які ось вже три десятиліття горнуться до неї, доброї, чуйної, ласкавої. Красиве все довкола неї… А пісня у виконанні «джерелят» — чарівний ключик, що його вложила у їхні серця благодійниця пані Ірина, яким діти легко відкривають серця і душі глядачів, де б не бували.
Поява «Джерельця» — випадковість? Необхідність, закономірність. Як і не випадкові ті люди, які беруться за таку справу, віддаючись їй сповна. З-поміж тисяч і тисяч горян-бойків, у хаті Івана-скрипаля мала з'явитись вона, аби викупавшись у маминих піснях, ладканках, під акомпанемент скрипки, наче у євшан-зіллі, перейнятись їх духом та й засвітитися розмаїттям барв тої пісні, щоб на ті барви злітались дитята-моршинята і несли понад краями її голос чистими серцями, здоровими крапельками «Джерельця». Спрацьовує закон збереження коду нації.
«Джерельце» — свого роду школа в школі. Упродовж багатьох років набрався й немалий доробок театру. Програми колективу відображають традиційну народну обрядовість краю, наповнені найхарактернішими зразками місцевого фольклору.

У кожного свої інтереси і прагнення, свої підходи до життя, своя висота. Один бреде — спотикається, інший наче підстрибом чеберяє: злет — падіння, хтось, зірвавшись стрімко вгору, так же з високості паде ниць та й нічого по нім, котрийсь дереться-пнеться, гляди, таки й спинається, не гребуючи нічим, добре ще, як іншому крила не підріже. Раз полинувши в чистий лет, і на мить не обриває його, лине рівно і плавно на дужих крилах рідної пісні добродійниця з Бойківщини Ірина Король."
В середньому, кожна вистава включала від 25 до 40 пісень (не обов'язково виконувалися всі куплети, важливо було показати мелос України у його різнобарв'ї), тобто за роки в «Джерельці» Король навчила дітей сотень пісень. Неповний список вистав колективу за ці роки становить біля 70-ти найменувань.
Ірина Король здійснювала власну програму пропагування української культури, виховання практикуючих патріотів, гідних своєї нації громадян. Для багатьох випускників «Джерельця» театральна, мистецька та духовна діяльність стали пріоритетними у виборі професії. Серед випускників Ірини Король — священнослужителі, педагоги, актори, керівники театрів і ансамблів, музиканти, науковці, кандидати наук, оперні співаки, лауреати міжнародних конкурсів, володарі міжнародних грантів.
За високе виконавство та оригінальний репертуар «Джерельце» як виконавець включений до сайту пошуку українських пісень.

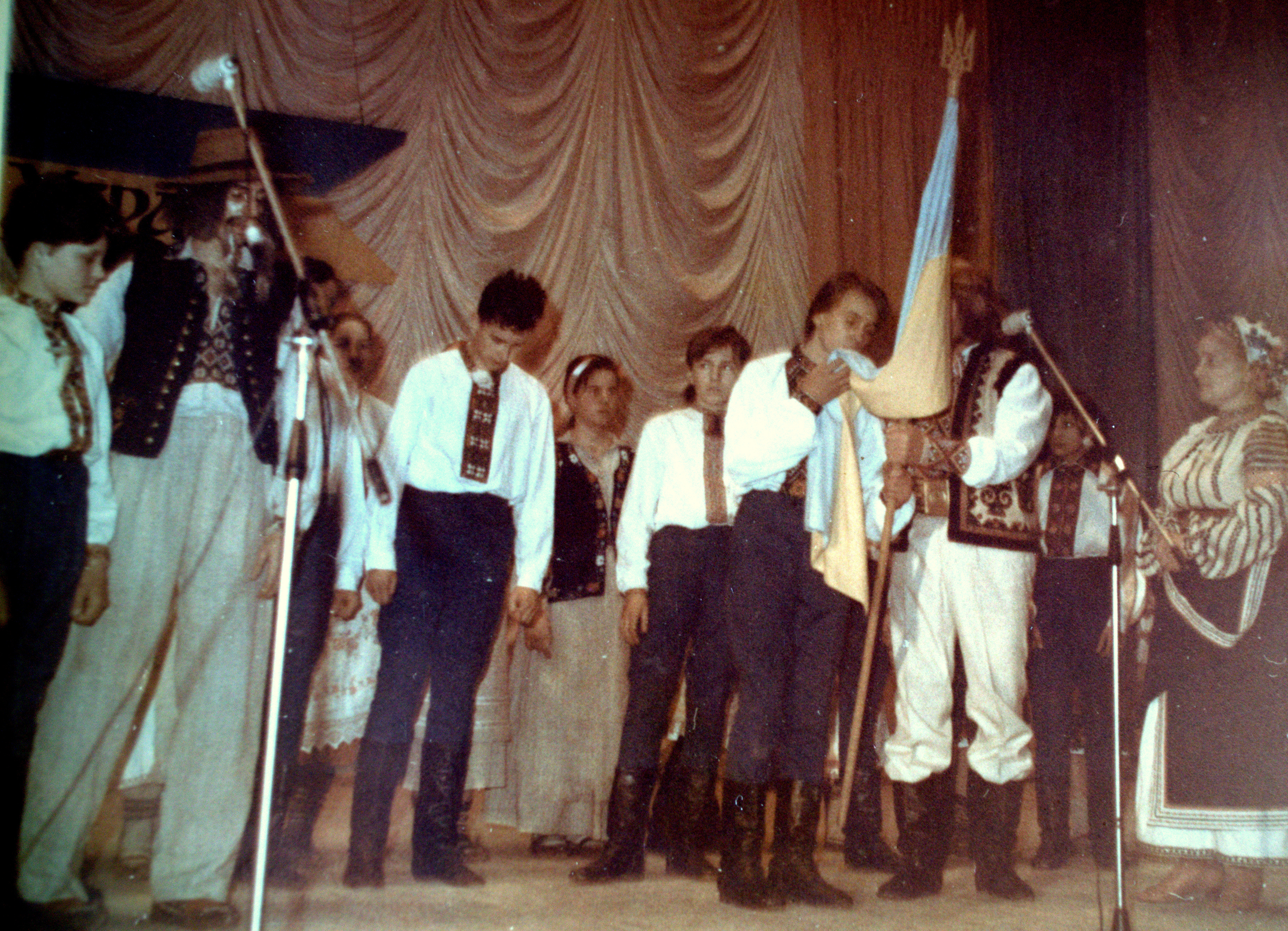
Фрагмент постановки «Марширують вже повстанці», 1994 р. як передбачення війни в Україні…

Досягнення колективу відображені не лише у кількості постановок, програм, концертів, але й у ряді дипломів, що засвідчують численні здобуті на престижних міжнародних конкурсах та фестивалях лауреатства першої премії та гран-прі.
Це постановки майже до всіх великих державних святкувань Незалежної України, до календарних свят (від Різдва до Миколая), а також такі, як «Слідами Ісуса» (Великопісна програма — Хресна дорога ГНІХ), «Голгофа України» (до річниці голодомору), «УСС», «Марширують вже повстанці» (до ювілею утворення УПА) та ін.

### Міжнародне визнання

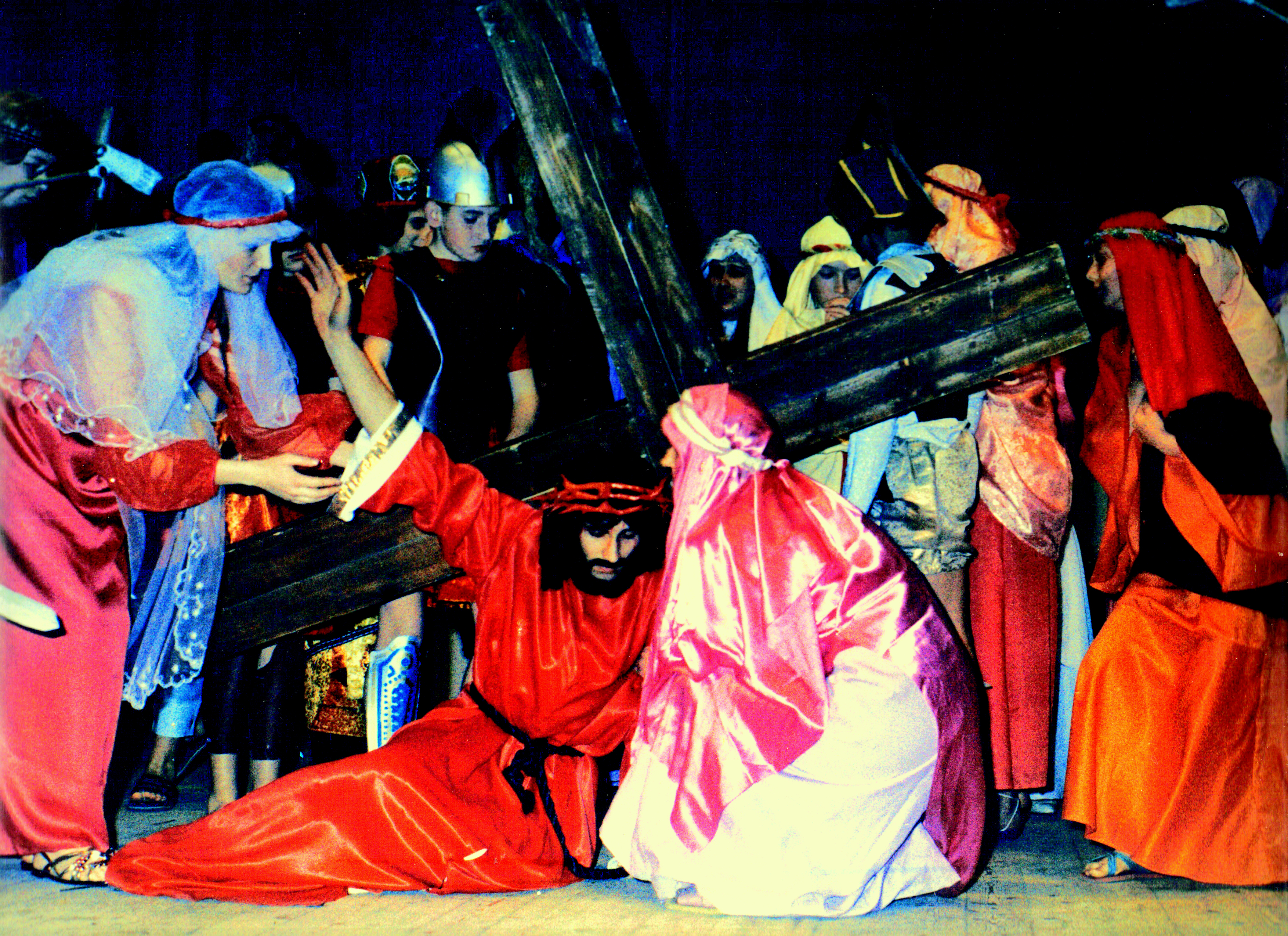
Фрагмент постановки Хресна дорога ГНІХ. У ролі Ісуса — Руслан Король

За 45 років існування колективу з нагород на міжнародних та всеукраїнських конкурсах, фестивалях, оглядах — тільки гран-прі і перші місця. Так світова громадськість визнає працю не лише із театральної постановки, режисури, сценарію, вокального мистецтва, але й педагогізму, гуманізації учнів.
Однією з найпам'ятніших подій є здобуття гран-прі міжреспубліканського фольклорного фестивалю у м. Хмельницький 1991 року за постановку вистави «Писанко, воскресни» у трьох діях, в основі котрої була Хресна дорога ГНІХ.
З виступами на міжнародних конкурсах та гастрольними поїздками Ірина Король неодноразово була у Польщі, Угорщині, Македонії, Німеччині. Колектив, що став візиткою Стрийщини, запрошували до участі в фестивалях у США, Канаді, Ізраілі, Франції та Болгарії, однак фінансовий стан не завжди дозволяв відгукнутись на всі пропозиції.

### Лебедина пісня
2018 року Король відзначила 45-річний ювілей Зразкового театру української пісні «Джерельце», 60-ліття — творчої діяльності і власний 80-річний ювілей. Ювілейний Концерт під назвою «Джерельце» — школа Любові" відбувся 10 червня 2018 року у Палаці культури м. Моршина Цей останній великий прижиттєвий концерт став виразом вдячності та шанування Ірини Король та її творчої спадщини. Підготовка до заходу зайняла багато місяців. На Ювілей з усього світу прибули випускники «Джерельця». До визначеної дати вийшла книга за заг. ред. Оксани Король «Джерельце» — Школа любові" Юні артисти сучасного «Джерельця» виступили з трьома програмами: «Гаївки», «Герої не вмирають» та «Віночок українських співанок».
В цей день представники влади та обласної адміністрації, голови громадських організацій та товариств, митці з усієї України приїхали до Моршина, щоб вшанувати внесок Ірини Король у розвиток музичної педагогіки та культури в Україні. Вони висловили свою підтримку та вручили Ірині Король почесні нагороди.

### Етнографка, фольклористка, освітянка
Ірина Король відкривала для своїх учнів світ української музики, викликаючи у них патріотичні почуття. З її оригінальної подачі, заснованої на вивченні українського мелосу, шкільна дисципліна «Сольфеджіо» для дітей стала улюбленою.
Ірина Король стала наставницею багатьох поколінь молодих музикантів. Вона вчила не лише майстерності виконання, але й творчому мисленню, самовираженню та розвитку особистості. Багато її вихованців продовжують музичну кар'єру та віддають шану Ірині Король як незмінному джерелу натхнення та мудрості.
Поза межами України Ірина Король також відома як видатна представниця української культури. Її талант, професіоналізм та глибоке розуміння української музичної спадщини перетворили її в амбасадорку української культури на міжнародній арені.

Як про Ірину Король висловився Зіновій Демцюх, Заслужений працівник культури України, доцент кафедри музикознавства та хорового мистецтва ЛНУ ім. Івана Франка: 
«Безумовно, успіх колективу це, насамперед, результат талановитої і натхненої творчої праці художнього керівника колективу. Але на особливу увагу заслуговує культурно-просвітницька направленість концертних програм протягом всього творчого шляху. В сучасних реаліях пані Ірина ставить перед колективом найбільш амбітні завдання — засобами мистецтва розбурхувати дрімотні сили людського єства, утверджуючи міцну Українську Державу.»

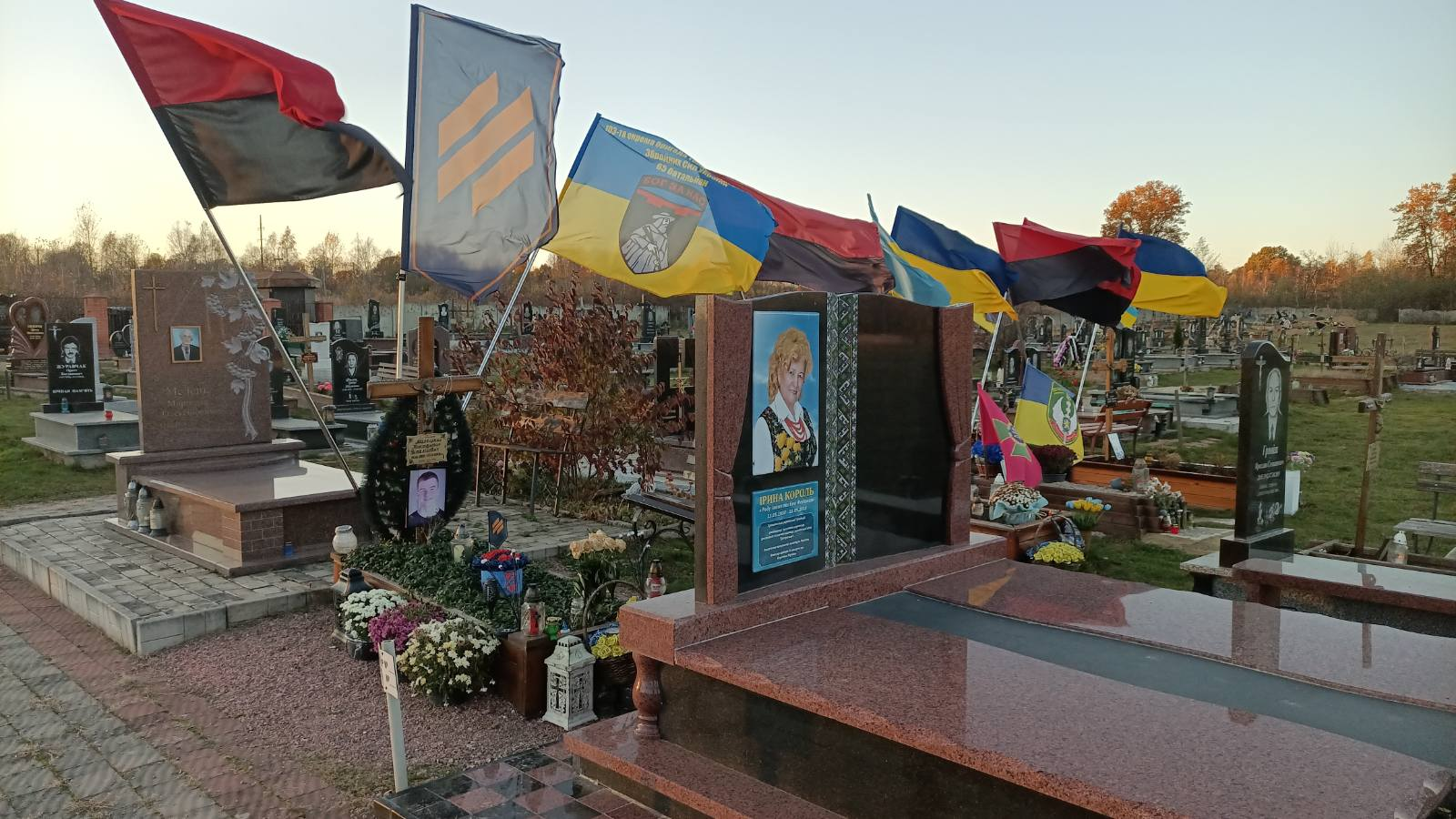
Пам'ятник І.Король в Моршині, 2024 р.

Ірина Король не лише залишила слід у розвитку музичної педагогіки, патріотизації та українській фольклористиці, а боролася за високі музичні стандарти та збереження української музичної культури. Її педагогічна методика стала прикладом для вчителів музики, які шукають інноваційні, але оперті на добрій вивіреній часом традиції підходи до навчання.
Як науковиця і дослідниця, вона збирала та зберігала народну творчість, переосмислювала її, відтворюючи у своїх музично-театральних постановках. Її знання стали фундаментом для багатьох учнів і науковців, які продовжують її справу.
Як фольклористка та етнографка, Ірина Король тонко відчувала дух української пісні, її сутність і глибину. Завдяки її праці відроджувалися забуті мелодії, старовинні звичаї та обряди, що звучали у постановках театру «Джерельце».
Як режисерка і керівниця, вона створила унікальний театр української пісні, який став не лише мистецьким, а й просвітницьким осередком. Її постановки вражали не лише красою виконання, а й глибинним змістом, національною ідеєю та духовністю.

Як ві духовна наставниця, Ірина Король виховала покоління музикантів, педагогів, дослідників і патріотів.

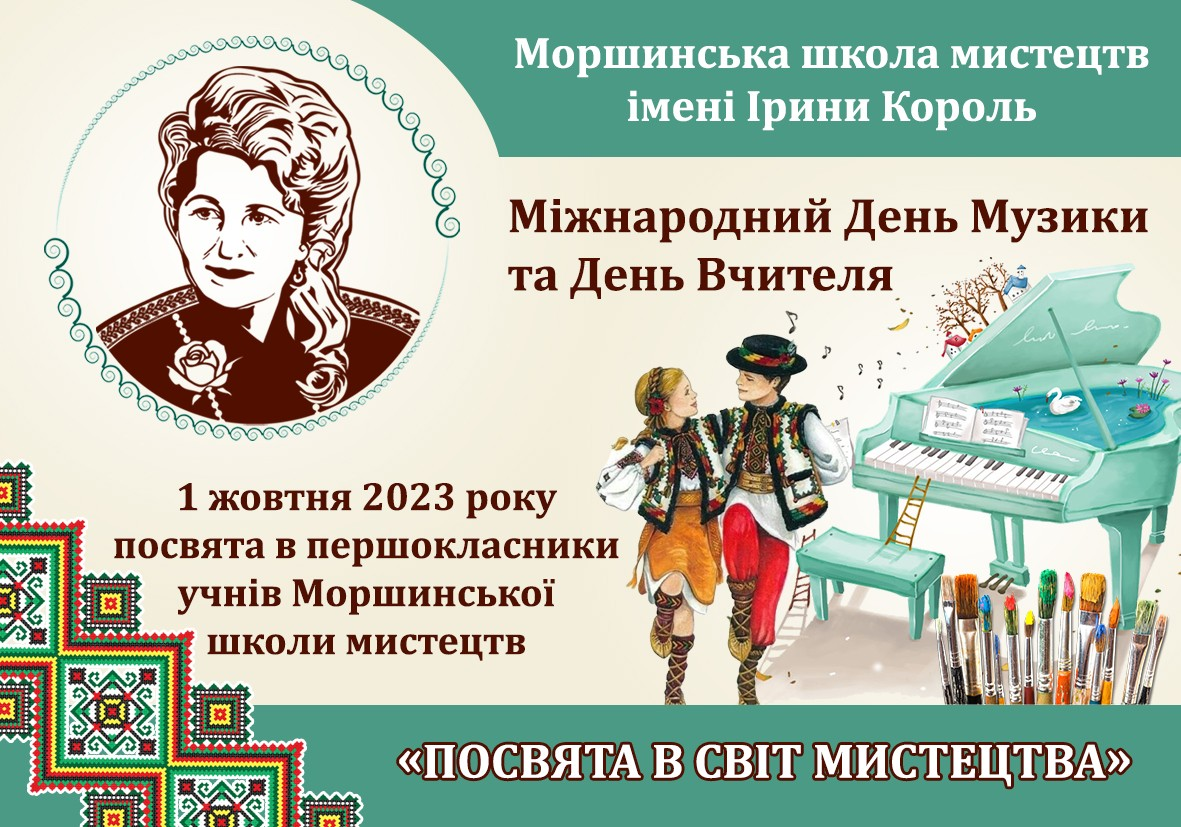
Пам'ятний магнітик для першокласників МШМ, 2023 р.

Сьогодні Моршинська школа мистецтв в честь багаторічної викладачки перейменована у Моршинську школу мистецтв імені Ірини Король.
Діяльності Ірини Король присвячують свої дослідження молоді вчені, захищені магістерські роботи Йосифа Орихівського та Андрія Цюка.

## Нагороди та звання
- 1993 — почесне звання «Заслужений працівник культури України»
- 2009 — орден «За заслуги» III ступеня з присвоєнням почесного звання «за вагомий особистий внесок у розвиток культурно-мистецької спадщини України, високу професійну майстерність та активну участь у проведенні Фестивалю мистецтв України».
- 2017 — Почесний орден «Берегиня України»

## Постановки та авторські вистави
- Дитяча опера М. В. Лисенка «Коза Дереза», 1973 р.
- Пам'яті полеглих Героїв, 1985 р.
- Пісні дитинства, 1985 р.
- Фольклорно-етнографічна вистава «Обжинки», 1988 р.
- «Ой, радуйся, земле, Син Божий народився», 1989 р.
- Вистава в 3 діях «Вифлеємська ніч» на основі автентичних обрядів Бойківщини, 1990 р.
- Вистава в 3 діях «Писанко, Воскресни», травень 1991 р.
- Масштабне багатопланове фентезі-дійство «На Івана-Купала», що відбулося в природньому амфітеатрі Моршина, на острові посеред озера і тривало впродовж 5 годин., липень 1991 р.
- Вистава в 3 діях «Ой, хто то Миколая любить», грудень 1991 р.
- Композиція «Щедрий вечір, добрий вечір», січень 1991 р.